# Барток, Бела
Бе́ла Ви́ктор Я́нош Ба́рток (венг. Bartók Béla Viktor János [ˈbɒrtoːk ˈbeːlɒ]; 25 марта 1881[…], Сынниколау-Маре, Тимиш — 26 сентября 1945[…], Нью-Йорк, Нью-Йорк) — венгерский композитор, пианист и музыковед-фольклорист. Барток признан классиком музыки XX века.

## Биография
Родился 25 марта 1881 года в селе Надьсентмиклош (ныне Румыния) в семье директора сельскохозяйственного училища венгра Белы Бартока и сельской учительницы, этнической немки, урождённой Паулы Фойт (Voit). Барток-старший считал себя венгром, при том что его мать происходила из сербской семьи.
Первые уроки игры на фортепиано получил от матери. После смерти отца (1888) семья переехала в Севлюш (ныне город Виноградов Закарпатской области Украины), где Паула работала в начальной школе. В том же городе в 1892 году состоялось первое публичное выступление Белы Бартока. Он сыграл на благотворительном концерте первую часть из сонаты № 21 Бетховена и написанную им самим фортепианную пьесу «Течение Дуная». После успешного концерта директор местной школы предоставил матери Бартока годовой отпуск для поездки в Пожонь (ныне Братислава), где юный Барток брал уроки фортепиано и гармонии у Ласло Эркеля. Но уже осенью 1893 года уроки прекратились: мать получила назначение в школу словацкого города Банска-Быстрица.

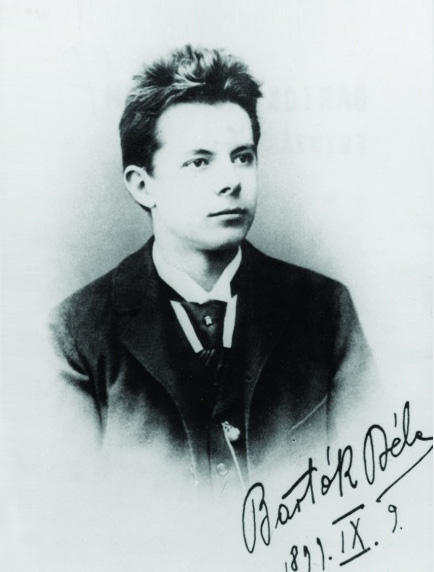
Бела Барток в 1899 году

В январе 1899 года Бартока прослушал в Будапеште профессор Иштван Томан, ученик Листа. Осенью того же года поступил в столичную музыкальную академию, где его преподавателями были Ганс Кёсслер (композиция) и Иштван Томан (фортепиано), а с ним вместе учились Альберт Сирмаи и Золтан Кодай.
С 1907 года — профессор Будапештской музыкальной академии по классу фортепиано. Педагогическую деятельность совмещал с концертированием (особенно часто и с особым блеском исполнял произведения Ференца Листа).
В период Венгерской советской республики 1919 года участвовал в Директории музыкантов, совместно с Золтаном Кодаем разработал план демократических реформ музыкальной жизни. После падения ВСР претерпел гонения от установившегося контрреволюционного режима Миклоша Хорти за своё участие в революции: попал в чёрные списки, был вынужден убрать имя либреттиста Белы Балажа из своей оперы «Замок герцога Синяя Борода», однако, в отличие от многих других венгерских социалистов, не эмигрировал.
Первым браком был женат на Марте Циглер (1893—1967), от которой у него был сын Бела (род. 1910). В 1923 женился вторым браком на своей молодой ученице, пианистке Дитте Пастори (1903—1982); в 1924 у пары родился сын Петер. В 1920-х годах много гастролировал как пианист в Европе и США. В 1929 году Барток побывал с гастролями в СССР (концерты в Москве и Ленинграде).
Барток был воспитан в католической семье, но 25 июля 1916 года он принял унитаризм и присоединился к Конгрегации миссионерского дома Унитарной церкви в Будапеште.
Барток был антифашистом и после прихода нацистов к власти отказался выступать в Германии. После аншлюса вышел из Союза композиторов Австрии и перевёз свои нотные рукописи в Швейцарию. С началом Второй мировой войны в 1940 году эмигрировал в Нью-Йорк, где читал лекции и продолжал исследовательскую работу в Колумбийском университете, сотрудничал с Бенни Гудменом, С. А. Кусевицким, Иегуди Менухиным, Фрицем Райнером, много записывался на грампластинки. Незадолго до смерти запросил и получил (в 1945 году) американское гражданство. Скончался от лейкоза.
Неоконченные Бартоком 3-й фортепианный концерт и Концерт для альта с оркестром завершил Тибор Шерли. В 1988 году прах композитора был перенесён на кладбище Фаркашрети в Будапеште.

## Очерк творчества

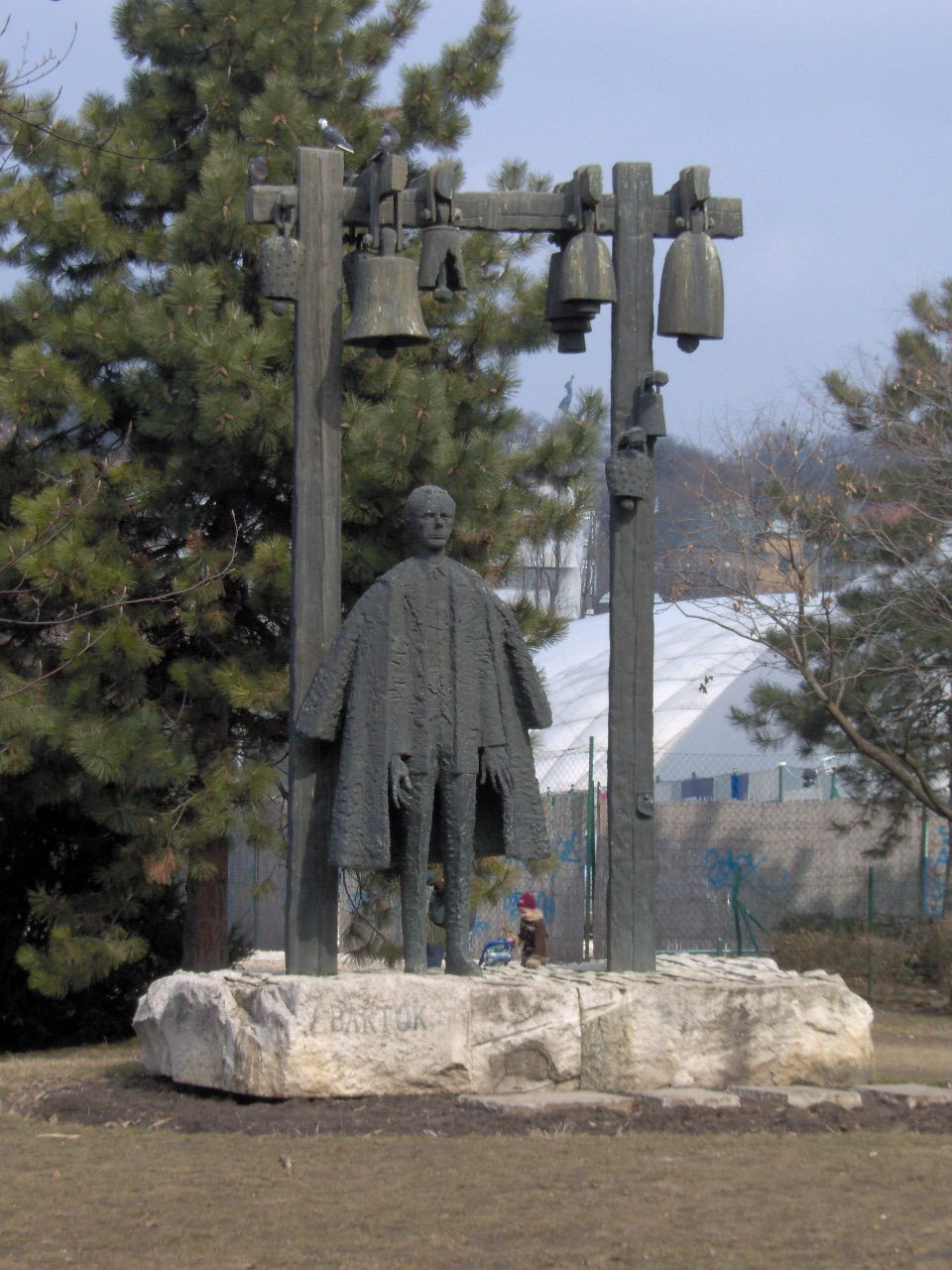
Йожеф Шомоди. Памятник Бартоку, 1981

При том, что Барток не примкнул ни к одному из модных авангардистских течений своего времени (например, к додекафонии и микрохроматике), он признаётся одним из наиболее глубоких и влиятельных новаторов XX века. Барток работал практически во всех актуальных для его времени музыкальных жанрах. Ему принадлежат 6 струнных квартетов, одноактная опера «Замок герцога Синяя Борода», балеты «Чудесный мандарин» и «Деревянный принц», Концерт для оркестра, «Музыка для струнных, ударных и челесты», три концерта для фортепиано с оркестром и два для скрипки с оркестром, симфоническая поэма «Кошут» и многие другие произведения. Значительную часть творческого наследия Бартока составляет фортепианная музыка, в том числе «Allegro barbaro», сюита «На вольном воздухе» и масштабный (153 пьесы, объединённые в 6 тетрадей) сборник «Микрокосмос». Последний представляет собой школу игры на фортепиано, написанную современным музыкальным языком. Соответственно дидактическому замыслу «Микрокосмоса» пьесы в нём расположены в порядке нарастания технической сложности.

### Этномузыковедение
Во многих сочинениях Барток опирался на оригинальный фольклор, причём не только венгерский, но также на румынский, болгарский, словацкий, югославский, цыганский. «Балканские» танцы (особенно 6 румынских народных танцев, BB 68, Sz 56) относятся к числу сочинений Бартока, наиболее востребованных широкой аудиторией. В то же время Барток зачастую не заимствовал фольклорный материал, а стилизовал свою музыку «в народном духе». Например, в оркестровой сюите «Венгерские эскизы» (Sz 97, BB 103) только последняя из пяти «венгерских народных» пьес опирается на фольклорный прототип, остальные представляют собой искусные стилизации.
Всю жизнь Барток собирал музыкальный фольклор балканских стран, Центральной Европы, Малой Азии и Северной Африки. Всего он собрал свыше 30 тысяч венгерских, румынских, словацких, болгарских, сербских, хорватских, турецких и др. мелодий, для чего предпринимал этнографические экспедиции. В 1936 году записывал народные мелодии в Анатолии, где ему помогал Ахмед Аднан Сайгун. Ныне Барток признаётся не только собирателем, но и крупным этномузыковедом, занимавшимся исследованиями генетических связей венгерской музыки с музыкой других народов. Результаты своих этномузыковедческих исследований публиковал в многочисленных статьях. На английском языке музыковедческие труды Бартока и сборники народной музыки в его редакции напечатаны в серии «New York Bartók Archive studies in musicology» (13 выпусков) в 1967-81 годах.

## Признание

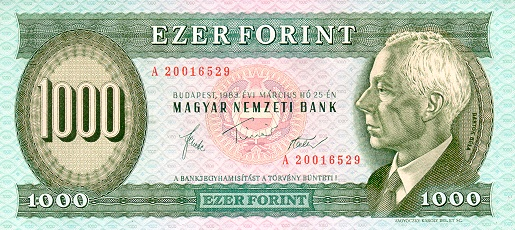

Премия Лайоша Кошута (1948, посмертно), Международная премия Мира (1955, посмертно).
В честь Белы Бартока в 1979 году назван кратер  Bartók на Меркурии.
Именем Белы Бартока 15 сентября 1989 года назван астероид 4132 Bartok, открытый 12 марта 1988 года Д. Алу в Паломарской обсерватории.
В Париже рядом с площадью Браззавиль в 1981 году разбит Сквер Белы Бартока (фр. Square Béla-Bartók), в нём установлен памятник композитору работы венгерского скульптора Имре Варги, подаренный столице Франции от имени Будапешта в 1982 году.
В Брюсселе, который Барток называл второй родиной, к 50-летию со дня смерти композитора в 1995 году на площади Испании установлен памятник работы Имре Варги.
В 1991 году Бела Барток был избран почётным членом Румынской академии.

## Музыкальные сочинения (выборка)
В связи с тем что опусная нумерация у Бартока непоследовательна и запутана, музыкальные сочинения Бартока принято идентифицировать по тематическому каталогу Андраша Сёллёши (аббревиатура Sz) либо по (более современному, хронологическому) каталогу Ласло Шомфая (аббревиатура BB). Полный список сочинений Бартока см. в английской Википедии.
- Соната для двух фортепиано и ударных BB 15
- Скерцо из симфонии ми-бемоль мажор BB 25
- Дуэт для двух скрипок (1902) BB 26
- Анданте для скрипки и фортепиано BB 26
- 4 пьесы для фортепиано BB 27
- Соната для скрипки и фортепиано ми минор BB 28
- Кошут (симфоническая поэма) BB 31
- Фортепианный квинтет BB 33
- Скерцо (бурлеска) для фортепиано с оркестром op.2 BB 35
- Рапсодия для фортепиано op.1 BB 36a
- Рапсодия для фортепиано с оркестром BB 36b
- Сюита № 1 для оркестра op.3 (версия 1905 г.) BB 39
- Сюита № 2 для оркестра op.4 (версия 1943 г.) BB 40
- 3 венгерские народные песни из области Чик, для фортепиано BB 45b
- Концерт № 1 для скрипки с оркестром BB 48a
- 2 портрета для скрипки с оркестром op. 5 BB 48b
- 2 элегии для фортепиано op.8b BB 49
- 14 багателей для фортепиано op.6 BB 50
- 10 лёгких пьес для фортепиано BB 51
- Струнный квартет № 1 BB 52
- Для детей. Сюита для фортепиано (2 редакции; 2-я редакция — 79 пьес в 2 томах) BB 53
- 7 эскизов (Vázlatok) для фортепиано op.9b BB 54
- 3 бурлески для фортепиано BB 55
- 2 румынских народных танца для фортепиано BB 56
- 4 плача (нем. Klagelieder) для фортепиано op.9a BB 58
- 2 картины для оркестра op. 10 BB 59
- Румынский танец для оркестра BB 61
- Опера «Замок герцога Синяя Борода» BB 62
- Allegro barbaro для фортепиано BB 63
- 4 пьесы для оркестра BB 64
- Румынские рождественские песни для фортепиано BB 67
- 6 румынских народных танцев для фортепиано BB 68 (1915; см. также BB 76)
- Сюита для фортепиано BB 70
- Балет «Деревянный принц» BB 74 (под тем же номером оркестровая сюита из балета)
- Струнный квартет № 2 BB 75
- 6 румынских народных танцев для оркестра BB 76 (1917; оркестровка BB 68)
- Румынские народные танцы для фортепиано Sz 56, BB 68 (1915), версия для оркестра Sz 68, BB 76 (1917).
- 15 венгерских народных песен BB 79
- 3 венгерские народные мелодии BB 80b
- 3 этюда для фортепиано, ор.18 BB 81
- Балет «Чудесный мандарин» BB 82 (под тем же номером оркестровая сюита из балета)
- Импровизации на темы венгерских народных песен для фортепиано BB 83
- Соната № 1 для скрипки и фортепиано BB 84
- Соната № 2 для скрипки и фортепиано BB 85
- Танцевальная сюита для оркестра BB 86
- Танцевальная сюита для фортепиано BB 86a
- 3 деревенские сцены для женского хора и камерного ансамбля BB 87b
- Соната для фортепиано BB 88
- На вольном воздухе (нем. Im Freien). Сюита для фортепиано BB 89
- 9 пьесок для фортепиано BB 90
- Концерт № 1 для фортепиано с оркестром BB 91
- Струнный квартет № 3 BB 93
- Рапсодия № 1 для скрипки и фортепиано BB 94
- Рапсодия № 1 для скрипки с оркестром BB 94b
- Струнный квартет № 4 BB 95
- Рапсодия № 2 для скрипки с оркестром BB 96
- Рапсодия № 2 для скрипки и фортепиано BB 96b (1928; 2-я ред. 1945)
- Светская кантата (Cantata profana) BB 100
- Концерт № 2 для фортепиано с оркестром BB 101
- Сонатина для фортепиано BB 102a
- Трансильванские танцы для оркестра BB 102b
- Венгерские эскизы (вар.: Венгерские картины) для оркестра, Sz 97, BB 103 (оркестровка 5 фортепианных пьес из разных сборников)
- 44 скрипичных дуэта BB 104
- Микрокосмос, для фортепиано (6 тетрадей, 153 пьесы) BB 105
- Венгерские крестьянские песни для оркестра BB 107
- Венгерские народные песни для скрипки и фортепиано BB 109
- Струнный квартет № 5 BB 110
- Из прошлых времен. Кантата для мужского хора без сопровождения BB 112
- Маленькая сюита для фортепиано BB 113
- Музыка для струнных, ударных и челесты BB 114
- Соната для двух фортепиано и ударных BB 115
- Контрасты, для скрипки, кларнета и фортепиано BB 116
- Концерт № 2 для скрипки с оркестром BB 117
- Дивертисмент для струнного оркестра BB 118
- Струнный квартет № 6 BB 119
- Концерт для двух фортепиано, ударных и оркестра BB 121
- Концерт для оркестра BB 123
- Соната для скрипки соло BB 124
- Концерт № 3 для фортепиано с оркестром BB 127 (оркестровка не окончена; исполняется в ред. Тибора Шерли)
- Концерт для альта с оркестром BB 128 (не окончен; исполняется в ред. Тибора Шерли)

## Музыковедение. Фольклористика. Редактирование
- Das Problem der neuen Musik // Melos I,5 (1920), SS.107-10; перевод на англ. в сб. Essays (1976), pp. 455–460.
- Ethnomusikologische Schriften, hrsg. v. D. Dille. 4 Bde. Budapest, 1965—1968.
- Rumanian folk music, ed. by B. Suchoff. 5 vls. The Hague, 1967—1975.
- Musiksprachen, Aufsätze und Vorträge, hrsg. v. B. Szabolcsi. Leipzig, 1972.
- Essays, ed. by B. Suchoff. London, 1976. XVI, 567 p. (The New York Bartók Archive studies in musicology No. 8; оглавление сборника)
- Yugoslav folk music, ed. by B. Suchoff. Albany, NY, 1978.
- Turkish folk music from Asia Minor, ed. by B. Suchoff. Princeton, NJ, 1976.
- The Hungarian folk song, ed. by B. Suchoff. Albany, NY, 1981.
- Studies in ethnomusicology, ed. by B. Suchoff. Lincoln, 1997 (сб. статей Бартока по муз. фольклористике).
- О «расовой чистоте» в музыке. Изучение песенного фольклора Восточной Европы// Венгры и Европа : Сб. эссе. — М.: Новое литературное обозрение, 2002. — С. 217—223.